# 张铁汉
张铁汉（1964年—），辽宁鞍山人，汉族，中华人民共和国政治人物。

## 生平
毕业于中欧国际工商管理学院工商管理专业，加入中国共产党，担任宝得钢铁有限公司总经理。2008年起担任全国人大代表。2013年，被选为全国人大代表。2016年因涉嫌贿选被认定当选无效。